# Armand Seguin

Armand Félix Abel Seguin (Parijs, 15 april 1869 – Châteauneuf-du-Faou, 30 december 1903) was een Frans kunstschilder en graficus. Hij behoorde tot Paul Gauguins post-impressionistische School van Pont-Aven en exposeerde ook met de schilders van Les Nabis.

## Leven en werk
Armand Seguin werd geboren als zoon van Charlotte Elmore et d'Armand Félix Abel Seguin (1799-1873) en studeerde aan de École nationale supérieure des beaux-arts en de Académie Julian. Hij was bevriend met Henri-Gabriel Ibels en Henry de Groux, ontmoette tijdens zijn studie Paul Sérusier en raakte onder invloed van het synthetisme. Hij bewonderde in het bijzonder Paul Gauguin, wiens werk hij in 1888 had gezien in het Café Volpini. In 1890 reisde hij Gauguin achterna naar Bretagne en sloot zich aan bij diens School van Pont-Aven. Naast Gauguin, die als zijn mentor optrad, werkte hij er met Charles Laval, Émile Bernard, Roderic O'Conor, Charles Filiger, Henry Moret en Émile Jourdan. Ook exposeerde hij met de schilders van Les Nabis, de kunstenaarsgroepering van Sérusier.
Seguin schilderde in een post-impressionistische stijl, soms met symbolistische tendensen. Aanvankelijk 1890 maakte hij vooral Bretonse landschappen en figuurstudies, later koos hij ook voor literaire en Parijse thema's. In 1893 exposeerde hij in de Salon des Indépendants. Groot succes had hij in 1895 met een solo-expositie van 77 werken in Le Barc de Boutteville te Parijs. Seguin maakte ook houtsnedes en etsen, en illustreerde diverse boeken, onder andere in opdracht van kunsthandelaar Ambroise Vollard.
Seguin geldt ook als de chroniqueur van de groep van Pont-Aven en legde hun artistieke leven vast in uitgebreide dagboekaantekeningen, waarvan later slechts een deel werd teruggevonden. Op basis van zijn aantekeningen publiceerde hij meerdere artikelen in het tijdschrift 'L'Occident'.
Net als veel andere schilders uit Pont-Aven was Seguin alcoholisch. Hij overleed in 1903 aan tuberculose, 34 jaar oud, inmiddels vergeten door het toenmalige publiek. Werk van Seguin is tegenwoordig te zien in het Musée d'Orsay te Parijs, het Musée des Beaux-Arts de Pont-Aven, de National Gallery of Australia, het Art Institute of Chicago en het Cleveland Museum of Art.

## Galerij

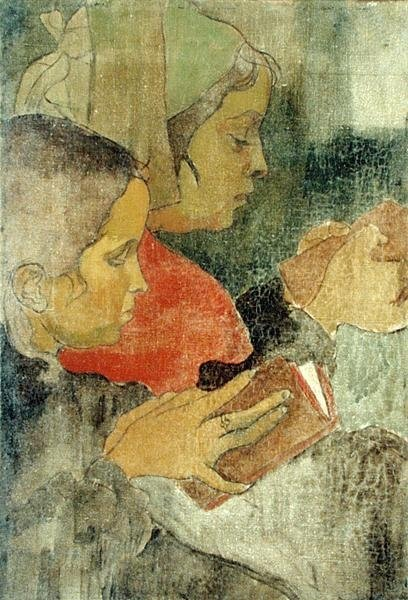
Bretonse boerenvrouwen
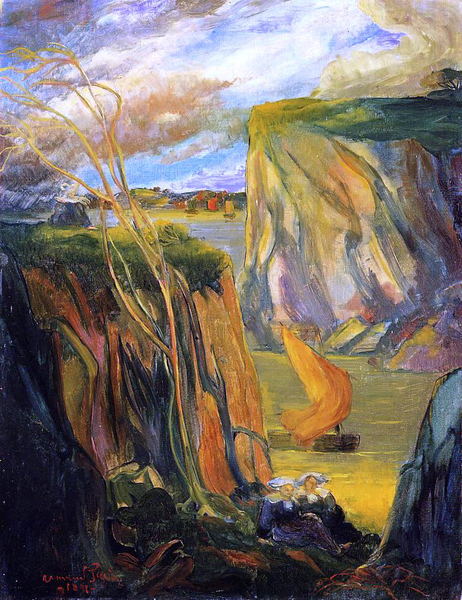
Bretonse vrouwen bij de klif
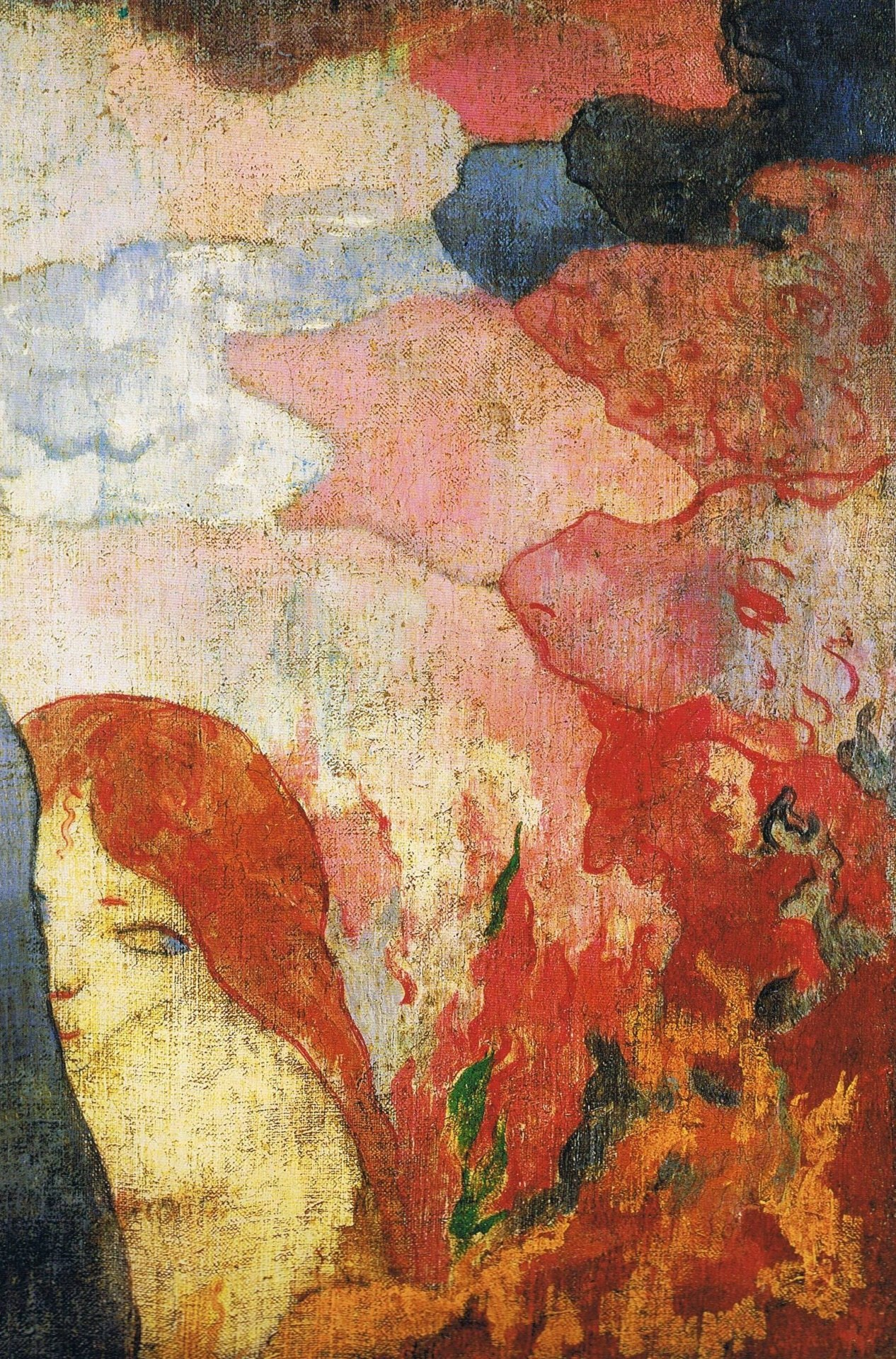
Fleurs du Mal
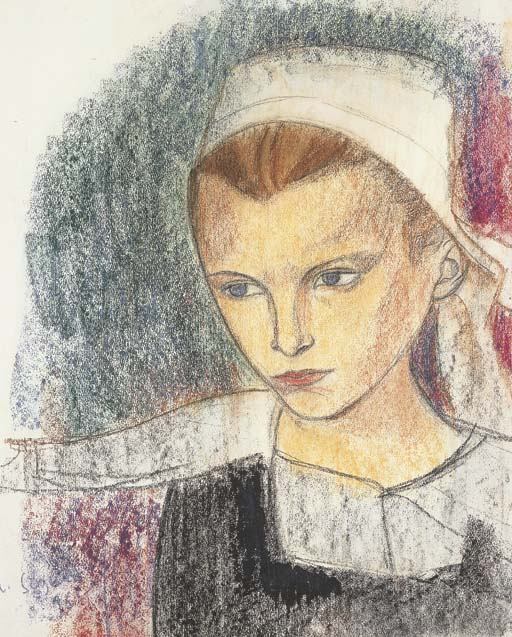
Hoofd van een jonge Bretonse
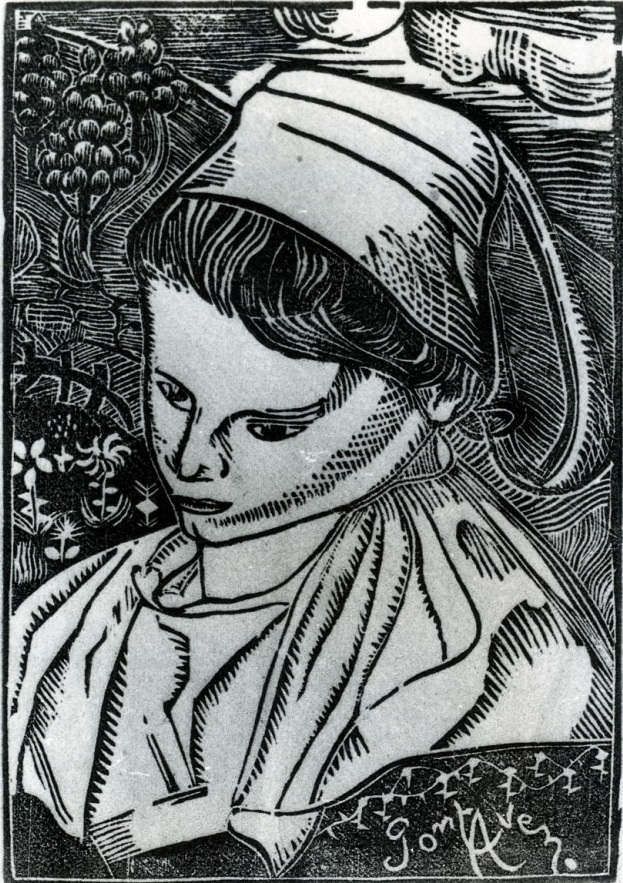
Bretons meisje, houtsnede
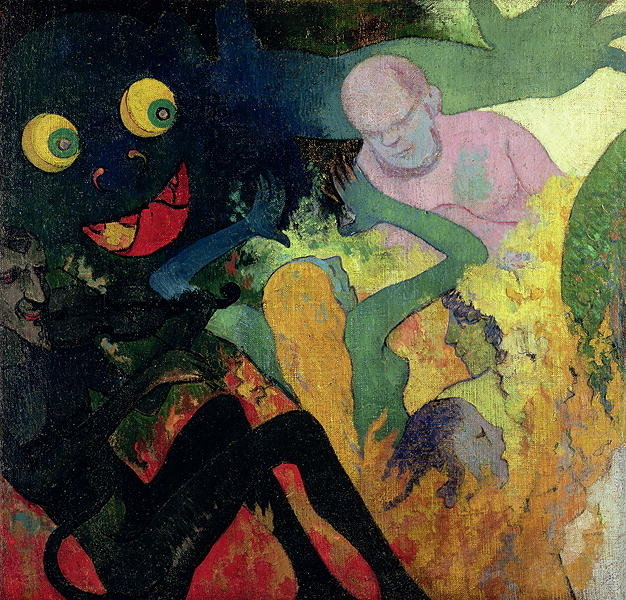
Kunstmatig paradijs
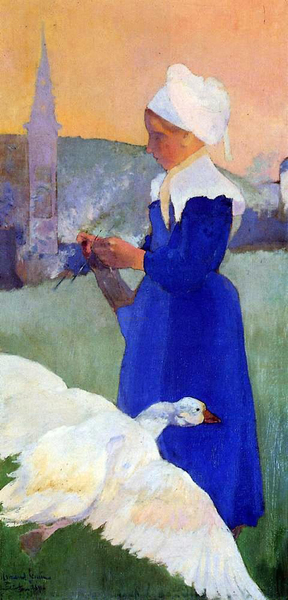
Ganzehoedster in Pont-Aven
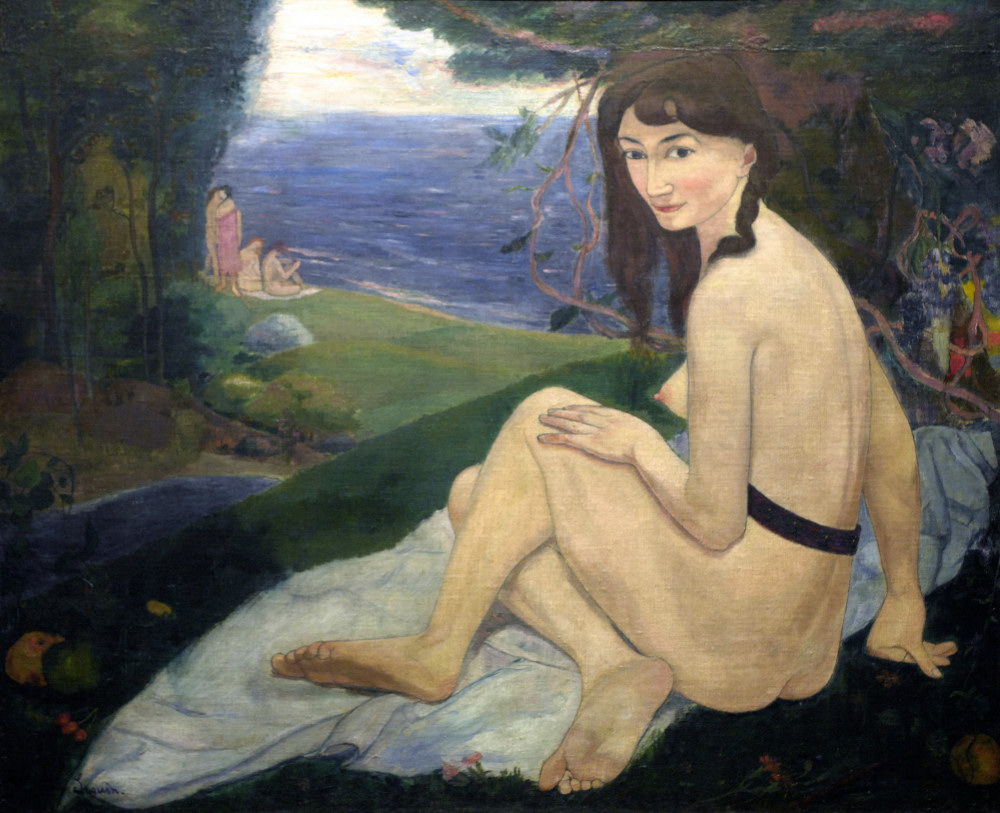
Gravin D’Autheroche naakt
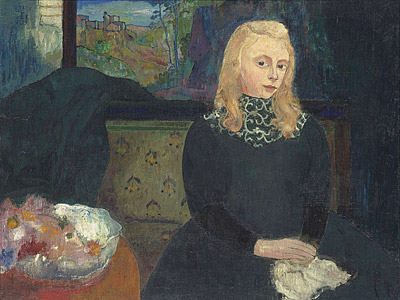
Portret van Gabrielle Vien
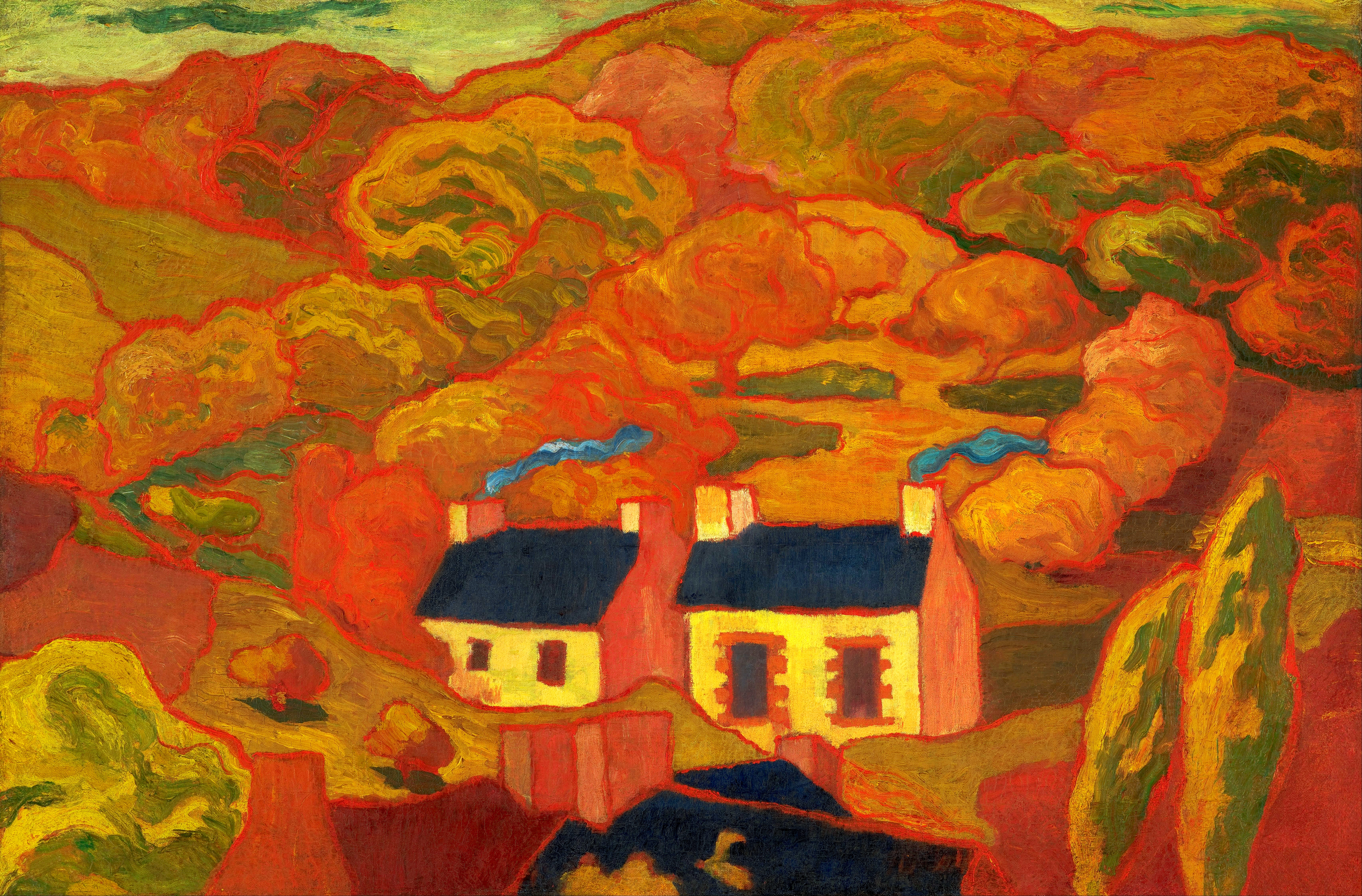
Twee rieten huisjes